# Come from Away
Come from Away es un musical con libreto, música y letras de Irene Sankoff y David Hein, basado en los sucesos reales ocurridos en la pequeña localidad canadiense de Gander, Terranova, durante los días siguientes a los ataques terroristas del 11 de septiembre. Tras la suspensión del tráfico aéreo por parte de los gobiernos de Estados Unidos y Canadá, 38 aviones comerciales que transportaban cerca de 7 000 pasajeros quedaron varados en el Aeropuerto Internacional de Gander sin posibilidad de llegar a sus correspondientes destinos. Los habitantes de Terranova acogieron en su comunidad a personas procedentes de todo el mundo, proporcionándoles alojamiento y manutención hasta que lograron regresar a sus hogares. Aplaudido por crítica y público, el espectáculo está considerado como un recordatorio catártico del triunfo de la solidaridad humana frente al odio.
Después de varias presentaciones a modo de prueba en San Diego, Seattle, Washington D. C. y Toronto, Come from Away debutó el 12 de marzo de 2017 en el Gerald Schoenfeld Theatre de Broadway y rápidamente se convirtió en un éxito de taquilla, obteniendo numerosos reconocimientos entre los que se incluye un premio Tony. La producción neoyorquina bajó el telón por última vez el 2 de octubre de 2022, con 1 669 funciones a sus espaldas y una recaudación por encima de los 200 millones de dólares.
El musical tuvo su première europea en 2018 en el Abbey Theatre de Dublín, antes de dar el salto al West End londinense, donde se representó entre el 18 de febrero de 2019 y el 7 de enero de 2023 en el Phoenix Theatre. La versión británica de Come from Away también recibió reseñas favorables y en la edición de 2019 de los premios Olivier se alzó con cuatro galardones.
En mayo de 2021, mientras los teatros de Broadway permanecían cerrados debido a la pandemia de COVID-19, el espectáculo fue filmado en directo sobre el escenario del Gerald Schoenfeld Theatre para su posterior lanzamiento en streaming. Algunos miembros del reparto original que por aquel entonces ya no formaban parte de la compañía, volvieron a interpretar sus respectivos personajes en la grabación. La película se estrenó en Apple TV+ el 10 de septiembre de 2021, la víspera del vigésimo aniversario de los atentados.

## Sinopsis
La mañana del 11 de septiembre de 2001, los habitantes de la pequeña localidad terranovense de Gander se enteran de los ataques terroristas que están teniendo lugar en Nueva York y en diferentes puntos de la Costa Este de Estados Unidos. Como resultado de los atentados, el tráfico aéreo queda suspendido hasta nuevo aviso y 38 aviones comerciales con cerca de 7 000 personas a bordo se ven obligados a aterrizar en el Aeropuerto Internacional de Gander. Allí los desconcertados pasajeros son testigos de la generosidad de la población autóctona, que no duda en abrirles sus puertas y proporcionarles todo lo necesario mientras aguardan a que se les permita regresar a sus hogares.

## Producciones
| Producción           | Teatro                    | Fecha de estreno         | Fecha de cierre        | Funciones |
| Broadway             | Gerald Schoenfeld Theatre | 12 de marzo de 2017      | 2 de octubre de 2022   | 1.669     |
| Gira en Norteamérica | Varios                    | 5 de octubre de 2018     | 24 de mayo de 2023     |           |
| West End             | Phoenix Theatre           | 18 de febrero de 2019    | 7 de enero de 2023     | 1.048     |
| Buenos Aires         | Teatro Maipo              | 4 de junio de 2022       | 4 de diciembre de 2022 | > 150     |
| Buenos Aires         | Teatro Maipo              | 29 de abril de 2023      | 29 de octubre de 2023  | > 150     |
| Buenos Aires         | Teatro Maipo              | 24 de mayo de 2024       | 17 de agosto de 2024   | > 150     |
| Buenos Aires         | Teatro Maipo              | 27 de junio de 2025      | En cartel              | > 150     |
| Gira en EE. UU.      | Varios                    | 17 de octubre de 2023    | 9 de mayo de 2025      |           |
| Gira en Reino Unido  | Varios                    | 1 de marzo de 2024       | 5 de enero de 2025     | > 200     |
| Madrid               | Teatro Marquina           | 19 de septiembre de 2024 | 9 de febrero de 2025   | > 80      |

Otras producciones
Come from Away se ha representado en países como Argentina, Australia, Bélgica, Canadá, Corea del Sur, Dinamarca, España, Estados Unidos, Filipinas, Irlanda, Italia, Japón, Países Bajos, Panamá o Reino Unido, y ha sido traducido a varios idiomas diferentes.

## Números musicales
- «Welcome to the Rock»
- «38 Planes»
- «Blankets and Bedding»
- «28 Hours»/«Wherever We Are»
- «Darkness and Trees»
- «On the Bus»
- «Darkness and Trees (Reprise)»
- «Lead Us Out of the Night»
- «Phoning Home»
- «Costume Party»
- «I Am Here»
- «Prayer»
- «On the Edge»
- «In the Bar»/«Heave Away»
- «Screech In»
- «Me and the Sky»
- «The Dover Fault»
- «Stop the World»
- «38 Planes (Reprise)»/«Somewhere in the Middle of Nowhere»
- «Something's Missing»
- «Finale»
- «Screech Out»

## Repartos originales
| Personaje          | Broadway (2017)   | Gira en Norteamérica (2018) | West End (2019)      | Buenos Aires (2022) | Gira en EE. UU. (2023) | Gira en Reino Unido (2024) | Madrid (2024)       |
| Kevin T. / Garth   | Chad Kimball      | Andrew Samonsky             | David Shannon        | Argentino Molinuevo | Shawn W. Smith         | Mark Dugdale               | Argentino Molinuevo |
| Beverley / Annette | Jenn Colella      | Becky Gulsvig               | Rachel Tucker        | Melania Lenoir      | Addison Garner         | Sara Poyzer                | Melania Lenoir      |
| Claude             | Joel Hatch        | Kevin Carolan               | Clive Carter         | Edgardo Moreira     | Andrew Hendrick        | Nicholas Pound             | Edgardo Moreira     |
| Bob                | Rodney Hicks      | James Earl Jones II         | Nathanael Campbell   | Pablo Sultani       | Jason Tyler Smith      | Dale Mathurin              | Fede Couts          |
| Kevin J. / Ali     | Caesar Samayoa    | Nick Duckart                | Jonathan Andrew Hume | Manu Victoria       | Trey DeLuna            | Jamal Zulfiqar             | Manu Victoria       |
| Janice             | Kendra Kassebaum  | Emily Walton                | Emma Salvo           | Carla Calabrese     | Hannah Kato            | Natasha J Barnes           | Carla Calabrese     |
| Bonnie             | Petrina Bromley   | Megan McGinnis              | Mary Doherty         | Silvana Tomé        | Kathleen Cameron       | Rosie Glossop              | Silvana Tomé        |
| Oz                 | Geno Carr         | Harter Clingman             | Harry Morrison       | Sebastián Holz      | Danny Arnold           | Oliver Jacobson            | Sebastián Holz      |
| Nick / Doug        | Lee MacDougall    | Chamblee Ferguson           | Robert Hands         | Fernando Margenet   | Stanton Morales        | Daniel Crowder             | Fernando Margenet   |
| Hannah             | Q. Smith          | Danielle K. Thomas          | Cat Simmons          | Silvina Nieto       | Candace Alyssa Rhodes  | Bree Smith                 | Silvina Nieto       |
| Diane              | Sharon Wheatley   | Christine Toy Johnson       | Helen Hobson         | Marisol Otero       | Molly Samson           | Kirsty Hoiles              | Pepa Lucas          |
| Beulah             | Astrid Van Wieren | Julie Johnson               | Jenna Boyd           | Gabriela Bevacqua   | Kristin Litzenberg     | Amanda Henderson           | Gabriela Bevacqua   |

Reemplazos destacados en Buenos Aires
- Kevin T. / Garth: Sebastián Mazzoni
- Bob: Fede Couts
- Diane: Lucila Gandolfo

## Grabaciones
Hasta la fecha se han editado los álbumes de los elencos originales de Broadway y Buenos Aires, además de una grabación de las canciones del espectáculo interpretadas por artistas procedentes de Terranova y Labrador.

## Premios y nominaciones

### Producción original de Broadway
| Año  | Premio                     | Categoría                                       | Nominado                                     | Resultado |
| ---- | -------------------------- | ----------------------------------------------- | -------------------------------------------- | --------- |
| 2017 | Tony Award                 | Mejor musical                                   | Mejor musical                                | Nominado  |
| 2017 | Tony Award                 | Mejor libreto de un musical                     | Irene Sankoff, David Hein                    | Nominados |
| 2017 | Tony Award                 | Mejor música original                           | Irene Sankoff, David Hein                    | Nominados |
| 2017 | Tony Award                 | Mejor dirección en un musical                   | Christopher Ashley                           | Ganador   |
| 2017 | Tony Award                 | Mejor actriz de reparto en un musical           | Jenn Colella                                 | Nominada  |
| 2017 | Tony Award                 | Mejor diseño de iluminación en un musical       | Howell Binkley                               | Nominado  |
| 2017 | Tony Award                 | Mejor coreografía                               | Kelly Devine                                 | Nominada  |
| 2017 | Drama Desk Award           | Mejor musical                                   | Mejor musical                                | Ganador   |
| 2017 | Drama Desk Award           | Mejor actriz de reparto en un musical           | Jenn Colella                                 | Ganadora  |
| 2017 | Drama Desk Award           | Mejor dirección en un musical                   | Christopher Ashley                           | Nominado  |
| 2017 | Drama Desk Award           | Mejor coreografía                               | Kelly Devine                                 | Nominada  |
| 2017 | Drama Desk Award           | Mejor libreto de un musical                     | Irene Sankoff, David Hein                    | Ganadores |
| 2017 | Drama Desk Award           | Mejor música                                    | Irene Sankoff, David Hein                    | Nominados |
| 2017 | Drama Desk Award           | Mejores letras                                  | Irene Sankoff, David Hein                    | Nominados |
| 2017 | Drama Desk Award           | Mejores orquestaciones                          | August Eriksmoen                             | Nominado  |
| 2017 | Drama Desk Award           | Mejor diseño de vestuario en un musical         | Toni-Leslie James                            | Nominada  |
| 2017 | Drama League Award         | Mejor producción de un musical                  | Mejor producción de un musical               | Nominado  |
| 2017 | Outer Critics Circle Award | Mejor musical de Broadway                       | Mejor musical de Broadway                    | Ganador   |
| 2017 | Outer Critics Circle Award | Mejor música nueva                              | Irene Sankoff, David Hein                    | Nominados |
| 2017 | Outer Critics Circle Award | Mejor libreto de un musical                     | Irene Sankoff, David Hein                    | Ganadores |
| 2017 | Outer Critics Circle Award | Mejor dirección en un musical                   | Christopher Ashley                           | Ganador   |
| 2017 | Outer Critics Circle Award | Mejor coreografía                               | Kelly Devine                                 | Nominada  |
| 2017 | Outer Critics Circle Award | Mejor actriz de reparto en un musical           | Jenn Colella                                 | Ganadora  |
| 2017 | Outer Critics Circle Award | Mejor diseño de sonido                          | Gareth Owen                                  | Ganador   |
| 2017 | Chita Rivera Award         | Mejor ensamble en un espectáculo de Broadway    | Mejor ensamble en un espectáculo de Broadway | Nominado  |
| 2017 | Chita Rivera Award         | Mejor coreografía en un espectáculo de Broadway | Kelly Devine                                 | Nominada  |
| 2018 | Grammy Award               | Mejor álbum de teatro musical                   | Mejor álbum de teatro musical                | Nominado  |

### Producción original del West End
| Año  | Premio                         | Categoría                             | Nominado                                                                           | Resultado |
| ---- | ------------------------------ | ------------------------------------- | ---------------------------------------------------------------------------------- | --------- |
| 2019 | Olivier Award                  | Mejor musical nuevo                   | Mejor musical nuevo                                                                | Ganador   |
| 2019 | Olivier Award                  | Logro destacado en música             | David Hein, Irene Sankoff, Ian Eisendrath, August Eriksmoen, Alan Berry y la banda | Ganadores |
| 2019 | Olivier Award                  | Mejor actor de reparto en un musical  | Clive Carter                                                                       | Nominado  |
| 2019 | Olivier Award                  | Mejor actor de reparto en un musical  | Robert Hands                                                                       | Nominado  |
| 2019 | Olivier Award                  | Mejor actriz de reparto en un musical | Rachel Tucker                                                                      | Nominada  |
| 2019 | Olivier Award                  | Mejor diseño de iluminación           | Howell Binkley                                                                     | Nominado  |
| 2019 | Olivier Award                  | Mejor diseño de sonido                | Gareth Owen                                                                        | Ganador   |
| 2019 | Olivier Award                  | Mejor dirección                       | Christopher Ashley                                                                 | Nominado  |
| 2019 | Olivier Award                  | Mejor coreografía                     | Kelly Devine                                                                       | Ganadora  |
| 2019 | Evening Standard Theatre Award | Mejor musical                         | Mejor musical                                                                      | Nominado  |
| 2020 | Critics' Circle Theatre Award  | Mejor musical                         | Mejor musical                                                                      | Ganador   |
| 2020 | Casting Directors' Guild Award | Mejor casting en teatro musical       | Pippa Ailion, Natalie Gallacher, Katherine Skene                                   | Ganadoras |